# Un giorno dopo l'altro (Management del dolore post-operatorio e Ceroli)
Un giorno dopo l'altro è un singolo del gruppo musicale Management realizzato insieme al cantautore Ceroli, pubblicato il 3 febbraio 2020 da Full Heads e distribuito da Believe.  
Si tratta di una reinterpretazione dell'omonimo brano di Luigi Tenco.

## Descrizione
L'idea di una cover di Un giorno dopo l'altro è stata dapprima pensata da Ceroli insieme a Riccardo Cuomo per omaggiare Luigi Tenco in vista della settantesima edizione del Festival di Sanremo. I due hanno poi proposto una collaborazione al Management, di cui Ceroli è stato membro ufficiale prima di intraprendere una carriera da solista.
Luca Romagnoli, frontman del gruppo, ha affermato che per la rielaborazione del brano l'intenzione è stata quella di rispettare l'essenza, la struttura e il testo nella sua totalità, trattando la canzone «come fosse un fiore delicato». Le registrazioni si sono svolte presso il Biscottificio Music Studio di Lanciano agli inizi del 2020. La produzione è stata affidata a Marco Di Nardo, mentre missaggio e mastering sono stati curati da Andrea Suriani.
Il singolo è accompagnato da un video musicale diretto da Tiziano Feola e presentato in anteprima su Onstage il 5 febbraio 2020. Le riprese sono state effettuate lungo il litorale abruzzese in vari luoghi della Costa dei Trabocchi e del porto di Pescara.

## Tracce
Download digitale
1. Un giorno dopo l'altro – 2:26 (testo: Luigi Tenco – musica: Nicola Ceroli, Marco Di Nardo)